# ليو ريتش لويس
ليو ريتش لويس (بالإنجليزية: Leo Rich Lewis)‏ هو ملحن أمريكي، ولد في 11 فبراير 1865، وتوفي في 8 سبتمبر 1945.

## وصلات خارجية
- ليو ريتش لويس على موقع ميوزك برينز (الإنجليزية)